# Springspåret
Springspåret från 2009 är ett musikalbum med Björn Ståbi och Bengan Janson. Det är en uppföljare till duons första album Lyckovalsen från 2007.

## Låtlista
1. Springspåret (Pers Hans Olsson) – 2:41
2. Bäcken (Funk Anders) – 3:57
3. Vallåt från Ranungen & Dal Jerks skänklåt (trad efter Jon Erik Öst & Börtas Hans) – 3:27
4. Schottis (Jonas Olsson) – 2:50
5. Bodapolska (trad efter Jöns Lars) – 2:28
6. Tjønneblomen (Gjermund Haugen) – 3:23
7. Anna Greta (Pelle Schenell) – 3:05
8. Pekkos Pers kärleksvisa & Koppången (Pekkos Per/Per-Erik Moraeus) – 4:53
9. Orsavals (efter Gössa Anders Andersson) – 2:32
10. Dannes polska (Danne Sjöberg) – 3:00
11. Majas brudvals (Fredrik Lindh) – 2:37
12. Orsa systerpolska nr 1 (trad efter Gössa Anders Andersson) – 2:37
13. Polska (Långdansmelodi) (trad efter Jannisa Per) – 2:58
14. Orbergs Kerstis polska (trad) – 2:43
15. Vårvindar friska (trad) – 5:48

## Medverkande
- Björn Ståbi – fiol
- Bengan Janson – dragspel